# Tammy and the Millionaire
Tammy and the Millionaire è un film del 1967, diretto da Leslie Goodwins, Sidney Miller e Ezra Stone. Il film è una elaborazione di quattro episodi della serie televisiva statunitense Tammy. 

## Trama
La giovane Tammy Tarleton vive in una casa galleggiante sul fiume insieme al nonno Mordecai e allo zio Lucius, gente di campagna semplice ma coscienziosa. Ella risponde ad un annuncio lavorativo e viene assunta come segretaria dal loro facoltoso vicino, John Brent, che la preferisce, per le sue qualità professionali ed umane, alla coetanea Gloria, altra ricca vicina dell'illustre casata dei Tate, che da tempo ha messo gli occhi, spronata dalla madre Lavinia, sul figlio di John, Steven.
L'origine umile ed il comportamento alla mano ma sincero di Tammy la rendono malvista alle snob Tate, madre e figlia, nonché a Dwayne, segretario particolare di John, ma non a quest'ultimo, e tanto meno a suo figlio, col quale invece inizia una solida relazione amicale.
Per una vicenda di tasse arretrate sembra che la casa galleggiante debba essere spostata, con soddisfazione delle Tate, a più di cento miglia di distanza dalla locazione attuale, rendendo impossibile la continuazione del rapporto di Tammy con i Brent. Ma Mordecai trova un antico documento col quale il re d'Inghilterra assegna la proprietà di una vasta zona del circondario ai coloni suoi antenati. Mordecai e Lucius prendono possesso di parte della magione dei Tate, che, secondo la patente reale, ricade ora sotto la loro proprietà, chiedendo un pagamento per ognuno che la attraversi (cosa che devono fare le Tate per recarsi in bagno).
La moderata Tammy mette fine all'esagerazione del nonno, ma Lavinia Tate, non contenta, per contrastare la presenza di Tammy, vuole convincere John dello iato culturale e sociale che esiste fra le famiglie altolocate dei Brent e dei Tate e gli umili Tarleton. Proprio allora si presenta però una coppia di fratelli, nomadi fluviali dal comportamento e dall'apparenza decisamente sconvenienti, che di cognome fanno Tate, e sono lontani parenti di Lavinia e Gloria, venuti a far loro visita più o meno duratura. Ancora una volta Tammy rimedia alla situazione e, con uno stratagemma, riesce ad allontanare i burberi fratelli Tate.
Avendo notato come l'intimità fra Tammy e Steven aumenti, Lavinia ha un'altra pensata: in vista di un deprecato ma possibile futuro matrimonio fra i due, e dell'eventuale prole, ella cerca di mettere in cattiva luce Tammy per quanto riguarda il suo rapporto coi bambini, avvalendosi dell'aiuto di un suo nipote, Billy Joe, una peste di ragazzino che, appositamente istruito, viene piazzato a casa dei Brent. Ma alla fine Billy Joe, con l'aiuto della severa e paterna autorità di Mordecai, viene ricondotto alla ragionevolezza.
I Brent stanno per dare un ricevimento con ospiti distinti, fra cui l'ex-governatore; Lavinia, per screditare Tammy, come ultima carta da giocare, invita alla festa diversi parenti della giovane, sicura che, con i loro schietti modi popolari, rovineranno la serata. E, questa volta, le cose paiono mettersi come aveva pensato la Tate: il ricevimento si muta, con l'apporto dei Tarleton, in una parata di musica country e di square dance, che si sostituiscono a quartetto d'archi e valzer viennesi, e la festa non finisce certo in maniera signorile.
Il giorno dopo Tammy, sulla casa galleggiante, si dispera, sicura di aver rovinato tutto, quando riceve la visita dei due Brent e di Lavinia, e si stabilisce la comprensione ed il mutuo riconoscimento fra famiglie di ambienti sociali così diversi.